# درونة (بردسكن)
درونة (درونة) (بالفارسية: درونه) هي قرية تقع في إيران في قسم درونة الريفي. يقدر عدد سكانها بـ 1,569 نسمة .